# Javier Nero
Javier Nero (* 22. Mai 1990) ist ein amerikanischer Jazzmusiker (Posaune, Komposition, Arrangement).

## Leben und Wirken
Nero hat afrikanische, westeuropäische, indianische und hispanische Wurzeln. Er wuchs in einem bürgerlichen weißen Viertel im US-Bundesstaat Washington auf und machte die Erfahrung, sowohl von der afroamerikanischen als auch von der euroamerikanischen Gemeinschaft diskriminiert zu werden. Nero studierte Jazzposaune bei Conrad Herwig an der Juilliard School in New York City. Erste Aufnahmen entstanden 2011, als er als Sessionmusiker bei Esperanza Spaldings Album Radio Music Society mitwirkte. Den Master of Music erwarb er an der University of Miami in Studio/Jazz-Komposition; 2017 promovierte er in Musik und klassischer Posaune an der Frost School of Music der University of Miami.
2019 spielte Nero im Nonett von Lucas Pino im Smalls; des Weiteren trat er dort mit eigenem Septett auf. 2020 legte er das mit diesem Ensemble und Gastmusikern wie Bryan Lynch, Russ Spiegel und Shelly Berg eingespielte Album Freedom vor. Musikalisch verband er dabei Jazz mit Elementen aus Folk, Americana und Blues. Er hat auch Kompositionen und Arrangements geschrieben, die vom Juilliard Jazz Orchestra, dem Frost Symphony Orchestra, der Concert Jazz Band, dem Studio Jazz Orchestra, dem Henry Mancini Institute Orchestra, dem Knoxville Jazz Orchestra und vielen anderen aufgeführt wurden. Nero lebt in New York City, wo er auch unterrichtet. Zu hören ist er u. a. auch auf Remy Le Boeufs Album Architecture of Storms (2021).

## Auszeichnungen
2011 war Nero Sieger beim Carl Fontana Jazz Trombone Competition. In den folgenden Jahren siegte er auch beim J.J. Johnson Competition der International Trombone Association (2013), beim American Trombone Workshop National Jazz Solo Competition (2014) und beim Texas State Trombone Symposium Jazz Trombone Competition  (2015). Außerdem war er Finalist beim Curtis Fuller National Solo Competition im Rahmen des Detroit Jazz Festival. Für seine Kompositionen wurde er Sieger bzw. Finalist beim Jazz Composer Contest des Ithaca College.